# オオケタネツケバナ
オオケタネツケバナ（大毛種漬花、学名: Cardamine dentipetala）は、アブラナ科タネツケバナ属の多年草。

## 特徴
植物体の高さは20-40cmになる。茎は基部から直立し、毛が多く生える。根出葉は奇数羽状複葉で3-7裂し、長さ4-6cmになり、長い葉柄があり、頂小葉は腎形になり、基部は深い心形、縁に少数の鋸歯があって毛が生える。頂小葉は側小葉の２倍以上の大きさで、長さ1.5cm、幅2-2.5cmになる。茎につく葉は互生し、茎の中部以上につく葉は葉柄がないか短く、頂小葉は倒卵状くさび形で、側小葉よりはるかに大きく、長さ2-2.5cm、幅1.5-2cmになり、側小葉は長楕円形になる。葉柄の基部に茎を抱く付属体はない。
花期は4-6月。茎先に長さ5cmほどの総状花序をつけ、白色の十字形の4弁花を比較的多数つける。萼片は長さ2mm、萼片の外面に毛が生える。花はこの属のなかでは大きく、花弁は長さ4-6mmになる。雄蕊は6個、雌蕊は1個。果実は長角果で斜上してつき、長さ2-3.5cm、径1.2-1.5cmになり、毛が生える。

## 分布と生育環境
日本固有種。本州の近畿地方から東北地方にかけた、主に日本海側に分布し、山地の林下のやや湿った場所に生育するが、同属のオオバタネツケバナ C. regeliana よりは乾き気味の場所に生育する傾向がある。

## 名前の由来
和名オオケタネツケバナは、「大毛種漬花」の意で、大型で毛が生えているタネツケバナ属の種であるという意味。

## 分類
オオケタネツケバナ C. dentipetala は、松村任三 (1899) による記載。長野県戸隠山で松村と矢田部良吉が1884年に採集したものがタイプ標本とされた。
大井次三郎 (1958) は、山口県岩国市で採集された標本をもとに、ミヅタネツケバナ C. longifructa を記載し、「全体はオオケタネツケバナに似て来るが，ほとんど常に水辺に生え，茎の基にあるわづかの毛を除けば常に無毛で，萼片は背面基部が円く，それとも別の種類と考えられる。」とし、独立種とした。その後、檜山庫三 (1963) は、大井 (1958) のミヅタネツケバナ C. longifructa をオオケタネツケバナ C. dentipetala の変種に階級移動させ、ニシノオオタネツケバナ C. dentipetala var. longifructa とし、「分布から見て結局これはオオケタネツケバナの西の型と考えられるので，これをニシノオオタネツケバナと新称する。」とした。これらについて、米倉浩司 (2017) は、『改訂新版 日本の野生植物 4』において、「西日本のものは長角果が無毛であり，ニシノオオタネツケバナ var. longifructa (Ohwi) Hiyama として分ける意見もあるが，東日本でも場所によっては無毛のものが多い。」とし、YList では、これらはオオケタネツケバナ C. dentipetala のシノニムとされている。
これに対し、矢原徹一 (2020) は、ニシノオオタネツケバナは「多くの図鑑ではオオケタネツケバナの変種にされていますが、別種ではないかと思います。」とし、大井 (1958) の C. longifructa をニシノオオタネツケバナとして扱っている。

## 種の保全状況評価
国（環境省）のレッドデータブック、レッドリストでの選定はない。都道府県のレッドデータ、レッドリストの選定状況は次の通り。滋賀県-分布上重要種、兵庫県-Cランク。

## ギャラリー

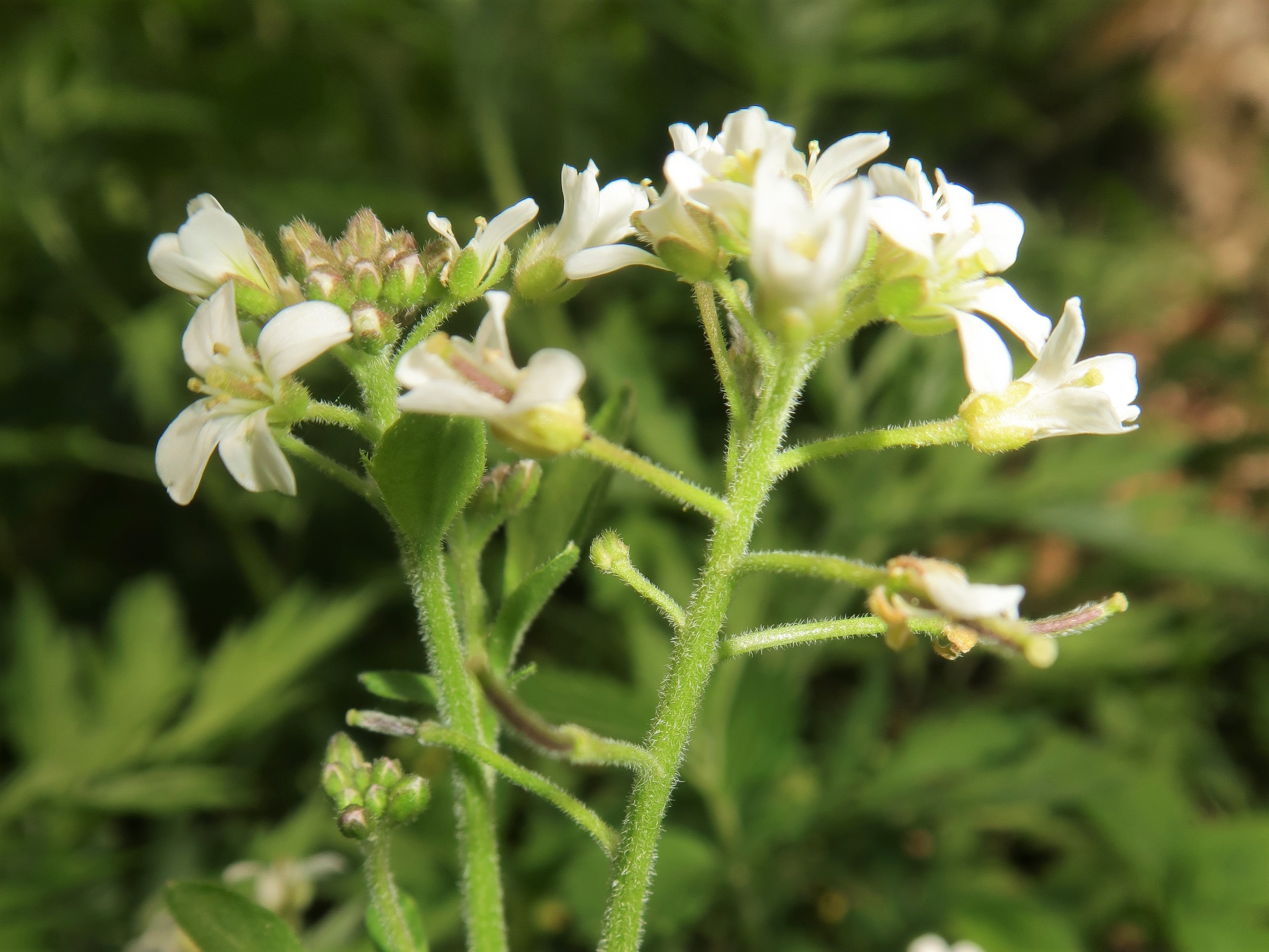
茎先に長さ5cmほどの総状花序をつけ、白色の十字形の4弁花を比較的多数つける。
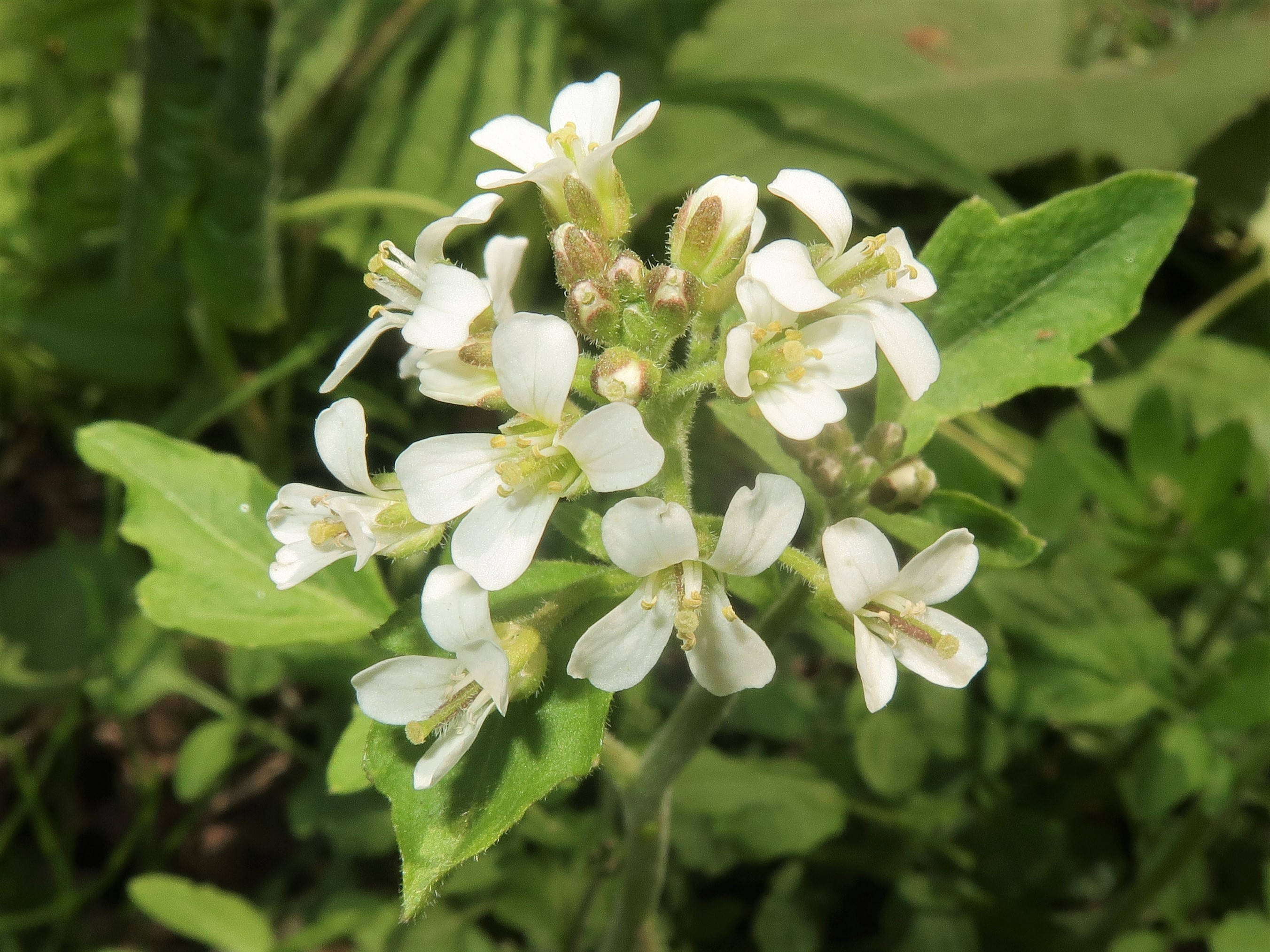
萼片の外面に毛が生える。花はこの属のなかでは大きい。雄蕊は6個、雌蕊は1個ある。
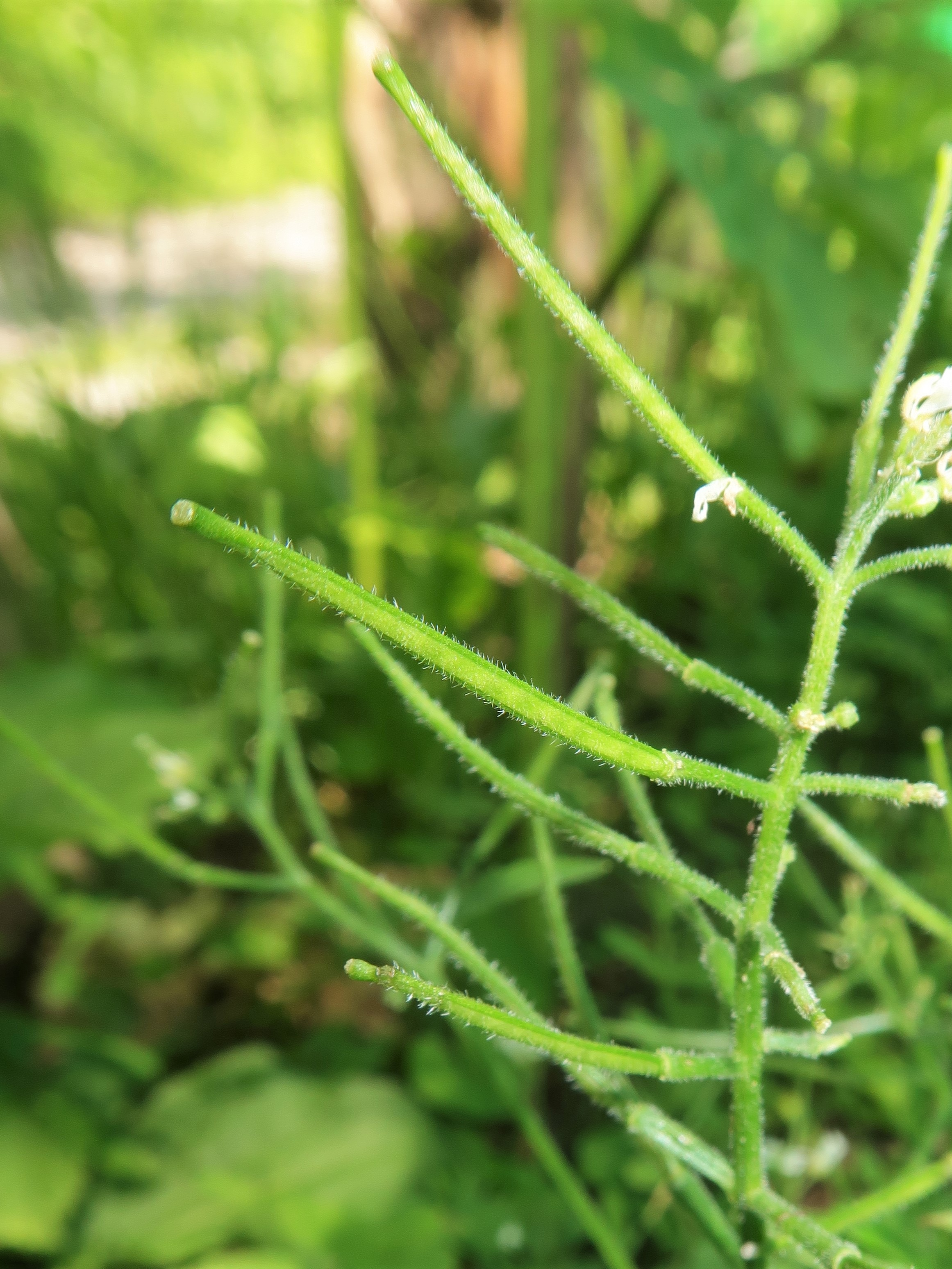
果実は長角果で斜上してつき、長さ2-3.5cmになり、毛が生える。６月中旬。
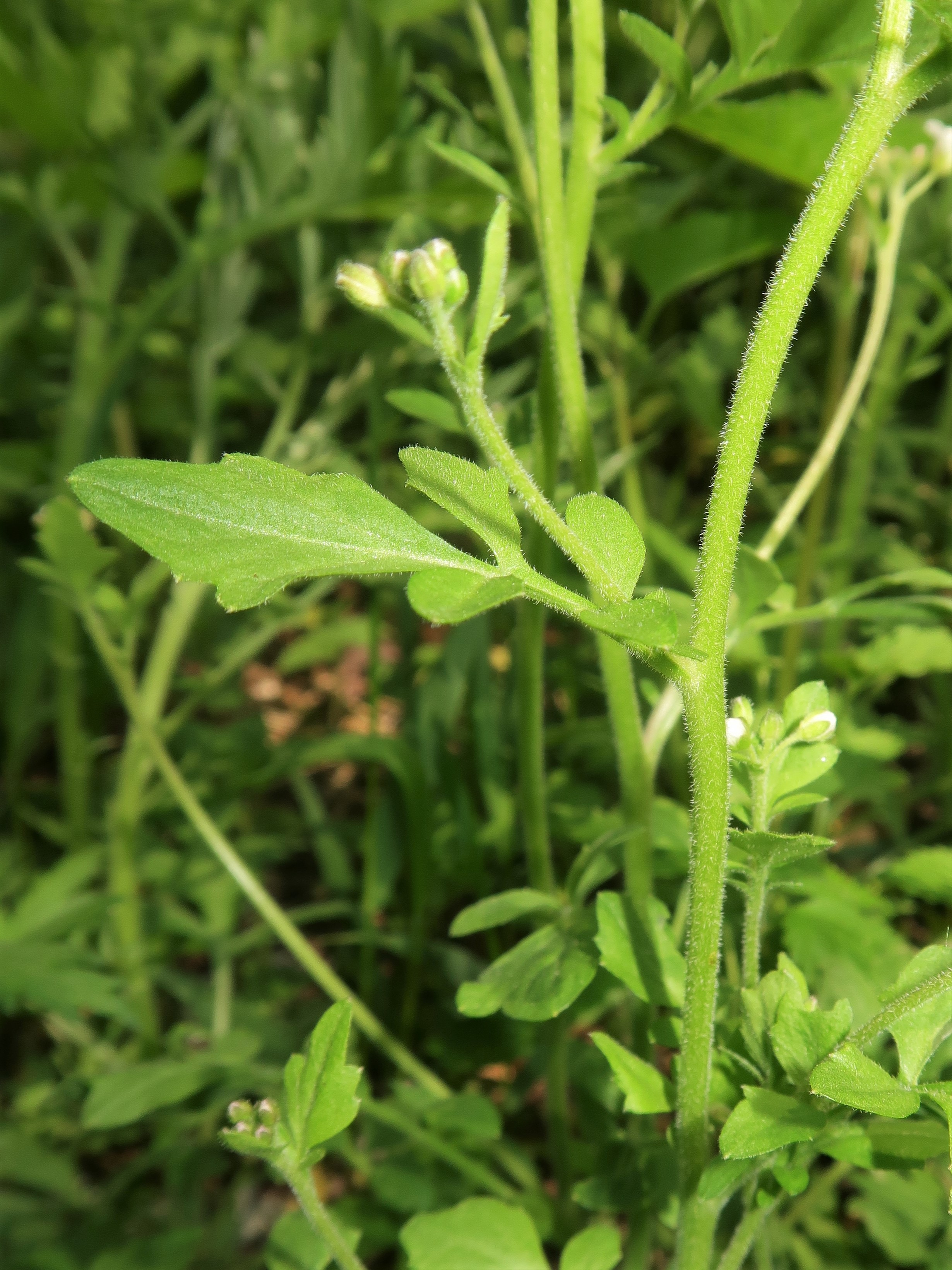
茎に毛が生える。茎の中部以上につく葉は葉柄が短く、頂小葉は倒卵状くさび形で、側小葉よりはるかに大きい。葉柄の基部に茎を抱く付属体はない。
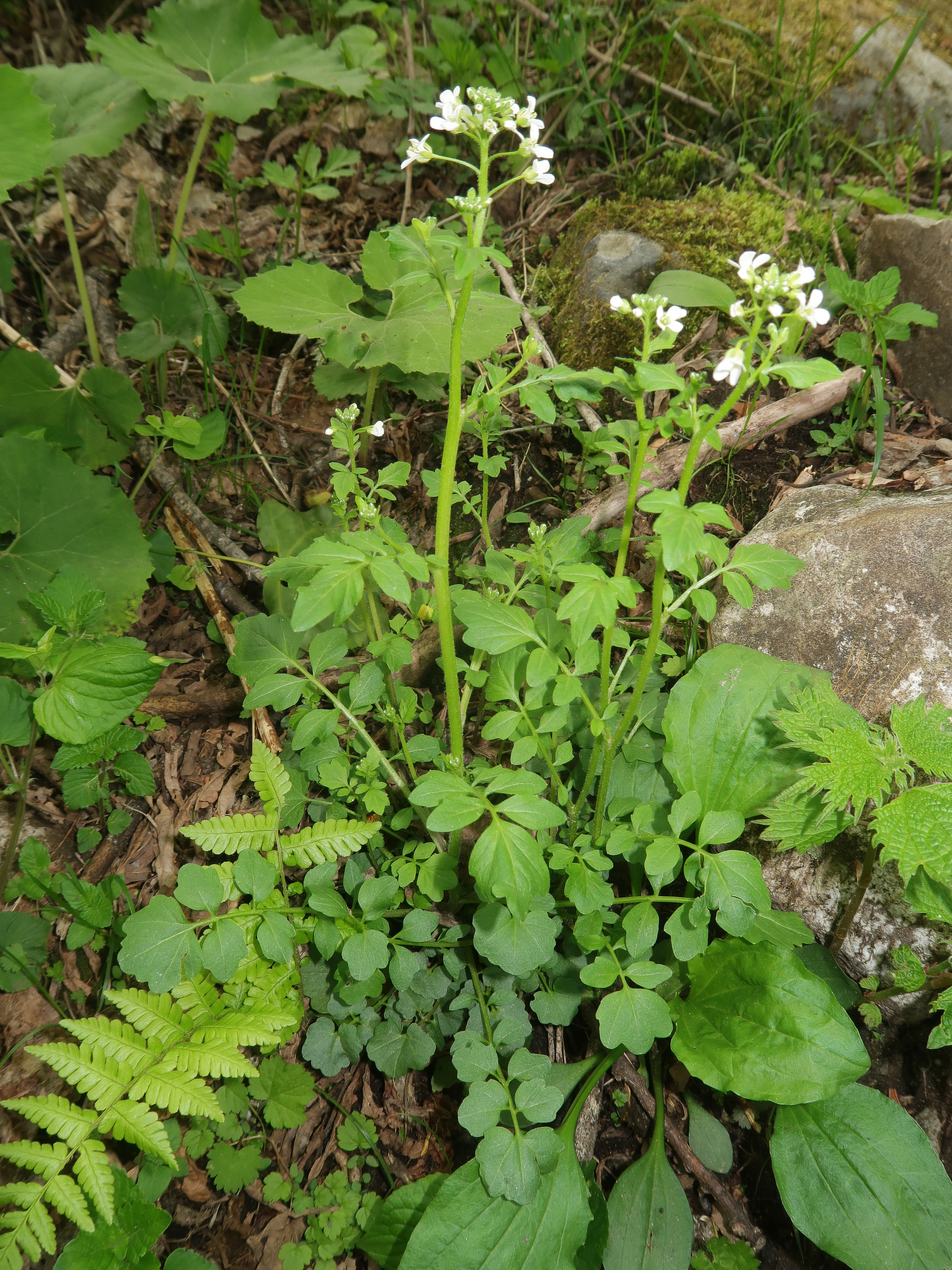
基部が根出葉。長い葉柄があり、奇数羽状複葉で頂小葉が側小葉より大きい。
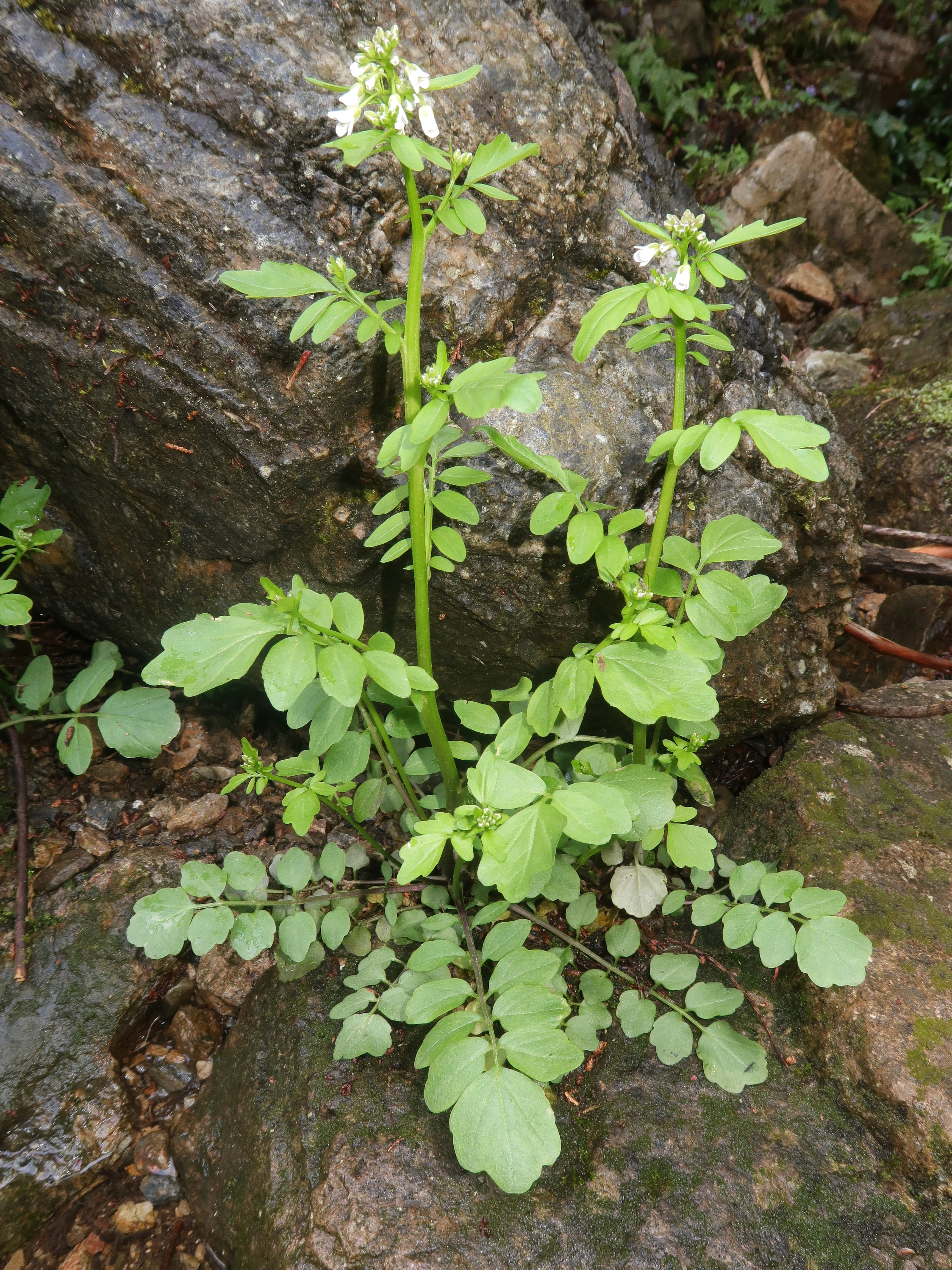
「ニシノオオタネツケバナ」型。兵庫県丹波市、4月中旬。